# NGC 6362
NGC 6362 је збијено звездано јато у сазвежђу Олтар које се налази на NGC листи објеката дубоког неба.
Деклинација објекта је - 67° 2' 51" а ректасцензија 17h 31m 54,8s. Привидна величина (магнитуда) објекта NGC 6362 износи 8,1. NGC 6362 је још познат и под ознакама GCL 66, ESO 102-SC8.